# マイケル・リッチー
マイケル・リッチー（Michael Brunswick Ritchie, 1938年11月28日 - 2001年4月16日）は、アメリカ合衆国の映画監督。

## 来歴
ウィスコンシン州ウォキショー出身。父親は心理学の教授であり、カリフォルニア大学バークレー校に赴任する事になったため、カリフォルニア州バークレーに移り住んだ。バークレー高校を経てハーバード大学を卒業した。
1969年、ロバート・レッドフォードとジーン・ハックマンが出演した『白銀のレーサー』でデビュー。
レッドフォード主演の『候補者ビル・マッケイ』や野球映画『がんばれ!ベアーズ』などの監督として知られる。特に後者は全米興業収入8位を記録する大ヒット作品となった。主にコメディ映画、またはコミカル・タッチの映画を多く撮った。
2001年4月16日、前立腺癌のため死去、62歳没。

## 主な作品
- 白銀のレーサー Downhill Racer (1969)
- 候補者ビル・マッケイ The Candidate (1972)
- ブラック・エース Prime Cut (1972)
- 輝け!ミス・ヤング・アメリカ Smile (1975)
- がんばれ!ベアーズ The Bad News Bears (1976)
- タッチダウン Semi-Tough (1977)
- カンヌの恋人 An Almost Perfect Affair (1979)
- アイランド The Island (1980)
- ロビン・ウィリアムズの 大混戦サバイバル特訓 The Survivors (1983)
- フレッチ/殺人方程式 Fletch (1985)
- ワイルドキャッツ Wildcats (1986)
- ゴールデン・チャイルド The Golden Child (1986)
- カウチ・トリップ The Couch Trip (1988)
- フレッチ登場!/5つの顔を持つ男 Fletch Lives (1989)
- ミッドナイト・スティング（英語版） Diggstown (1992)
- しゃべりすぎた女 The Positively True Adventures of the Alleged Texas Cheerleader-Murdering Mom (1993)
- コップス&ロバーソン Cops & Robbersons (1994)
- スカウト The Scout (1994)
- ファンタスティック・ムーン The Fantasticks (1995)
- シンプル・ウィッシュ A Simple Wish (1997)